# Текстовий процесор
Те́кстовий проце́сор (англ. word processor) — комп'ютерна програма, що дозволяє виконувати операції набору, редагування та оформлення тексту.
Функції текстових процесорів зазвичай включають компонування і форматування тексту, широкі можливості роботи зі змістом і сторінками, розширений набір доступних символів, перевірку орфографії, впровадження в документ гіперпосилань, графіки, формул, таблиць й об'єктів. Деякі текстові процесори мають власну вбудовану скриптову мову для автоматизації операції з обробки документів.
Текстові процесори були одними з перших застосунків для підвищення продуктивності роботи в офісі, і разом з розвитком комп'ютерів пройшли значний шлях еволюції зі збагачення функціональністю і зручністю роботи.
Прикладами текстових процесорів є Microsoft Word, LibreOffice Writer, Abiword та інші.

## Функціональність
Типовими функціями текстових процесорів є:
- пакетне укладання листів за допомогою шаблонів і адресної бази даних
- індексація ключових слів та їхніх сторінок
- автоматичне укладання змісту документу і його секцій з відповідними сторінками
- перехресні посилання між секціями зі вказівкою сторінок
- оформлення виносок за номерами
- варіантність документа за допомогою змінних (наприклад номер моделі, артикул тощо)
- підтримка версій документу

Мовна підтримка з боку текстового процесора часто включає
- перевірку орфографії
- повідомлення про граматичні помилки, де такий висновок може зробити програма
- «тезаурус»—"скарбниця", тобто пропозиція варіантів правильного написання для слів, які програма вважає набраними помилково.

Інші поширені функції текстових процесорів, це
- групова робота над документом
- коментарі й анотації до документів
- підтримка малюнків, ілюстрацій і діаграм
- підтримка внутрішнього взаємопосилання

## Статистика документу
Більшість існуючих текстових процесорів пропонують можливість зібрати статистику про редагований документ. Вона зазвичай включає:
- Кількість символів, слів, речень, рядків, абзаців чи параграфів, кількість сторінок
- Довжину слів, речень і абзаців
- Час редагування

Звичайно, ця статистика не є досконалою: часто трапляються помилки, пов'язані з тонкощами визначення того чи іншого поняття. Тим не менше, зі статистики можна отримати корисну інформацію згаданого характеру, якщо в ній виникає потреба.

## Використання
Текстові процесори у бізнесі типово застосовують для укладання:
- анкет
- настанов
- листів
- договорів
- інструкцій з експлуатації

та інших документів, які вимагають особливого форматування тексту.
Освітні заклади мають справу з численними і часто об'ємними документами. Викладачі і студенти створюють тексти, що можуть налічувати сотні сторінок. Крім того, часто навчати учнів роботі з комп'ютером починають з освоєння текстових редакторів і процесорів. Ці навички стають першим досвідом.
Текстові процесори також використовують і для власних потреб, від листування і до писання віршів.

## Текстові процесори
- AbiWord
- Corel WordPerfect
- KWord
- LibreOffice Writer
- Microsoft Word
- OpenOffice Writer